# Ventoux (film)
Ventoux  is een Nederlandse film uit 2015 geregisseerd door Nicole van Kilsdonk.

## Ontstaan
Na het regisseren van Zadelpijn was Nicole van Kilsdonk nog niet klaar met wielrenfilms. Ze kwam in contact met Bert Wagendorp en vroeg hem een scenario te schrijven voor een nieuwe film. Na zijn voorstudie en het schrijven van het verhaal, was zijn uitgeverij Atlas Contact zo enthousiast, dat hem gevraagd werd dit uit te werken tot een roman. Deze roman werd een bestseller en dit verzekerde Van Kilsdonk ervan dat dit verhaal verfilmd moest worden. Na verloop van tijd liepen het boek en het oorspronkelijke scenario zo uit elkaar dat er uiteindelijk op basis van het boek een definitief scenario werd geschreven door Maarten Lebens. In 2015 volgde er ook een toneelbewerking door Bos Theaterproducties onder regie van George van Houts.

## Rolverdeling
| Acteur            | Personage | Opmerkingen |
| ----------------- | --------- | ----------- |
| Kasper van Kooten | Bart      |             |
| Wilfried de Jong  | André     |             |
| Leopold Witte     | Joost     |             |
| Wim Opbrouck      | David     |             |
| Maruschka Detmers | Laura     |             |
| Abbey Hoes        | Laura     | jong        |
| Martijn Lakemeier | Peter     | jong        |
| Alex Hendrickx    | Bart      | jong        |
| Jonas Smulders    | André     | jong        |
| Jip van den Dool  | Joost     | jong        |
| Bram Verrecas     | David     | jong        |

## Verhaal
Vier mannen, vrienden sinds de middelbare school, gaan naar Frankrijk om de Mont Ventoux te beklimmen. Dit doen ze om een andere gemeenschappelijke vriend te eren, die ze 30 jaar geleden hebben verloren in de afdaling van de Mont Ventoux. Tijdens dit bezoek aan de berg, komt ook een oude vriendin langs. Door dit aanstaande bezoek komen de herinneringen aan het verleden los.